# Citron
Culoarea citron este o culoare galben-brunie sau galben-închisă, asemănătoare culorii lămâiei. Este mai închisă decât culoarea lămâioasă. Culoarea "galben citron" a fost adesea folosită de Vincent Van Gogh.

## Note

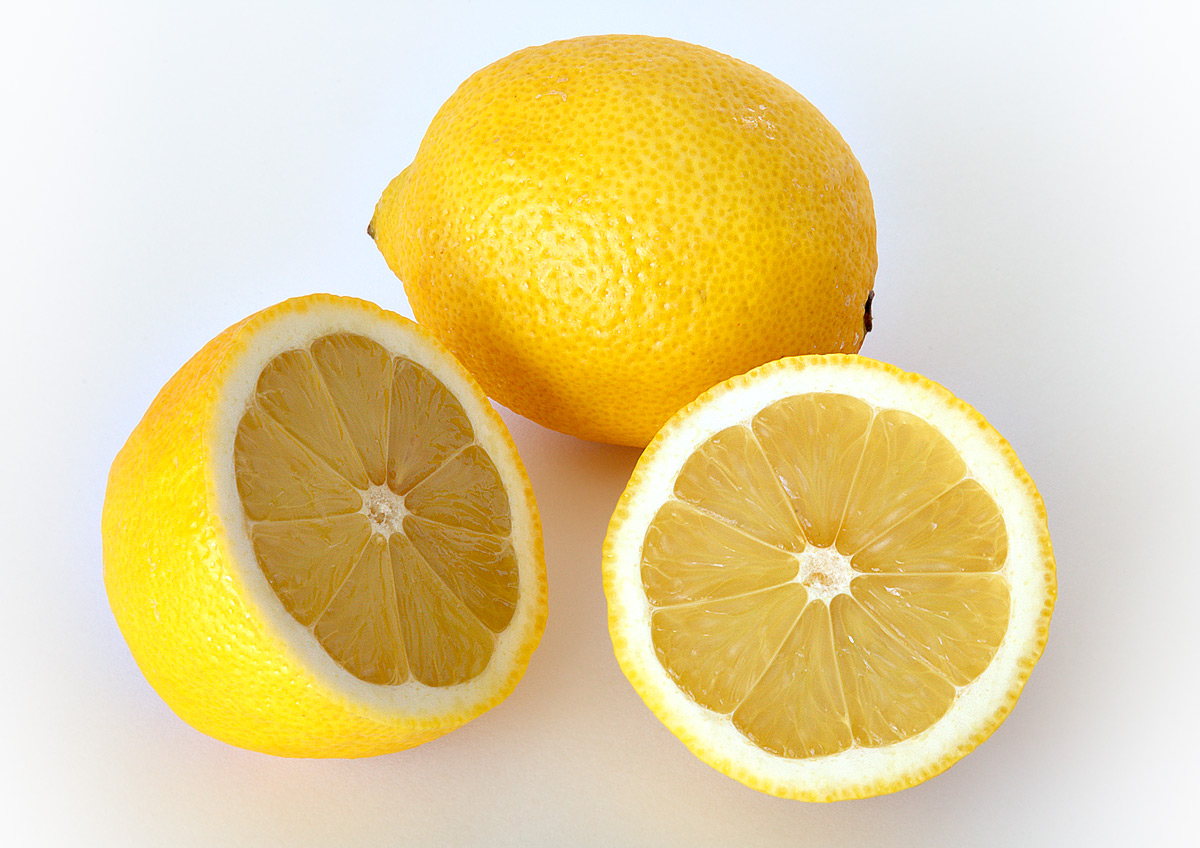
Culorea lămâioasă a cojii lămâiei și citron a miezului
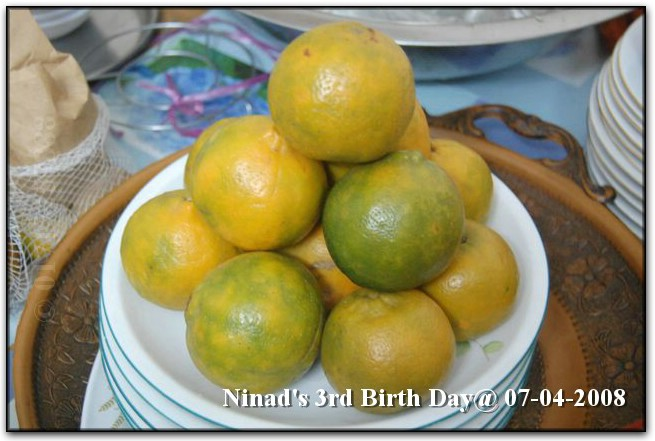
Lămâii de diferite culori, inclusiv citron
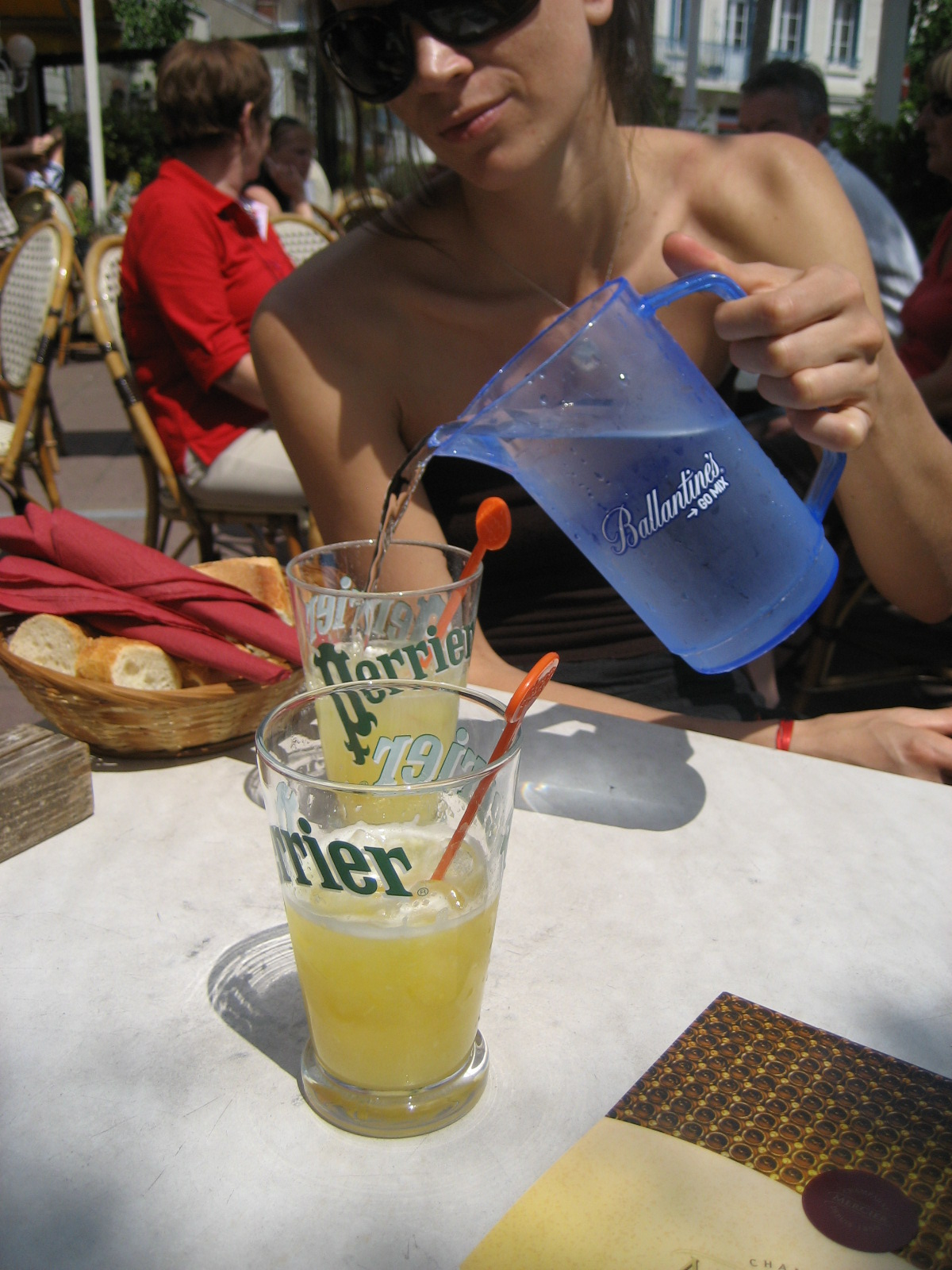
Soc citron